# Влада Пере Букејловића
Влада Перa Букејловића изабрана 15. фебруара 2005. године. То је била десета Влада Републике Српске.
Драган Микеревић (ПДП) је 17. децембра 2004. поднео оставку у знак протеста због одлуке Високог представника Педија Ешдауна од 16. децембра о смени неколико полицијских службеника. Смене су биле део шире политике притисака према руководству Републике Српске усмерене ка формирању министарства унутрашњих послова на нивоу Босне и Херцеговине.
Након оставке Драгана Микеревића уследио је кратки период у коме су три највеће странке (СДС, СНСД и ПДП) покушале постићи договор око избора нове владе. До договора није дошло. На крају је ПДП мањински подржала владу Српске демократске странке и групе малих странака.
Председник Републике Српске Драган Чавић је именовао Перa Букејловића за мандатара 8. јануара 2005. године.
На седници Народне скупштине РС, одржане 15. фебруара 2005. године, за избор Владе Перa Букејловића је гласало 46 посланика а 32 посланика су била против. За избор су гласали: СДС (26), ПДП (9), СРС РС (3), Клуб центра (4), три независна посланика и један посланик Нове хрватске инцијативе. Клуб центра је формиран у току преговора о избору владе и чинили су га странке са по једним послаником: Демократска странка Републике Српске, Народна демократска странка, Пензионерска странка РС и СПАС. Ова групација је била пресудна у избору владе (елиминишући потребу за подршком неке од бошњачких странака).
У јануару 2006. ПДП је повукла подршку влади.

## Састав Владе
Предсједник Владе: Мр Перо Букејловић
За чланове Владе Републике Српске изабрани су:
- 1. Миладин Глигорић, министар привреде, енергетике и развоја
- 2. Светлана Ценић, министар финансија
- 3. Милован Пецељ, министар просвјете и културе
- 4. Џерард Селман, министар правде
- 5. Милован Станковић, министар одбране
- 6. Дарко Матијашевић, министар унутрашњих послова
- 7. Зденка Абазагић, министар упарве и локалне самоуправе
- 8. Иво Комљеновић, министар здравља и социјалне заштите
- 9. Горан Перковић, министар пољопривреде, шумарства и водопривреде
- 10. Драгоја Лајић, министар саобраћаја и веза
- 11. Борис Гашпар, министар трговине и туризма
- 12. Мухамед Лишић, министар за просторно уређење, грађевинарство и екологију
- 13. Миодраг Деретић, министар рада и борачко-инвалидске заштите
- 14. Јасмин Сеферовић, министар за економске односе и координацију
- 15. Јасмин Самарџић, министар за избјеглице и расељена лица
- 16. Фуад Туралић, министар науке и технологије

Функцију министра у Влади премијера Пере Букејловића обављала је и:
- 1. Сњежана Божић, министар просвјете и културе
- 2. Милован Станковић, обављао је и функцију министра без портфеља